# Случај Глико Моринага
Случај Глико Моринага (јап. グリコ・森永事件, Guriko Morinaga jiken) је познати случај изнуђивања који је трајао седамнаест месеци, од марта 1984. до августа 1985. у Јапану. Мета су биле познате јапанске конфекцијске куће Езаки-Глико и Моринага. Ниједан починилац из самопрокламоване групе „Чудовиште са 21 лицем" (јапански: かい人21面相 Kaijin Nijūichi Mensō, инспирисано негативцем из романа Едоагава Ранпоа) никада није ухваћен.

### Писма

#### Писма за Езаки Глико
Догађај-окидач у овом случају јесте била отмица Кацухиса Езакија, председника мултимилионерске компаније Езаки Глико, 18.3.1984. Два маскирана и наоружана нападача су упала у његов стан и извукла га из стана. Напољу су му дали да обуче капут и скијашку маску, и одвела га у непознати магацин у Ибаракију.
Сутрадан отмичари траже милијарду јена и око сто килограма златних полуга за Езакијев сигуран повратак кући, али он чудом успева да побегне 21.3. из магацина и њихови планови су компромитовани. Стога мењају тактику, и 10.4. је паркинг компаније Глико запаљен, при чему су изгорела три аутомобила. Шест дана касније је пронађена претећа порука код магацина у Ибаракију, прикачена за бочицу соне киселине.

Десетог маја Чудовиште са 21 лицем почиње да шаље писма која бивају објављивана у новинама. Будући писана Кансаи дијалектом, она имају шаљив тон.
„Глупој полицији, да ли сте ви идиоти? Да сте професионалци, већ би нас ухватили. Због тога што сте тако неспособни, помоћи ћемо вам.“
У овом писму су полицији дати детаљи операције коју су извели, и у њему се наводи да је ауто коришћен за бег био сив, да је пластична бочица извађена из ђубрета, и да су користили писаћу машину Panwriter.
Наредних месеци је објављивано још писама, у којима се углавном малтретирала полиција, давано је још бескорисних трагова, док се у једном наводи да су поједина непрецизирана паковања Гликових слаткиша затрована цијанидом, услед чега компанија повлачи своје производе са рафова. Цијанид није пронађен, али је компанија претрпела велики материјални губитак, као и нарушавање репутације. Приликом поклањања слаткиша, људи су наглашавали да производи нису Гликови.

Дана 26. 6. престају напади на Глико. Овом приликом се Чудовиште обраћало „својим фановима широм Јапана"
„Председник Глика је већ довољно осрамоћен. Желимо да му опростимо. У нашој групи имамо четворогодишњака који сваки дан плаче за Гликом, и није лако детету одузети слаткише које оно воли... Полиција је обавила добар посао, држите се и немојте одустати!"

#### Писма за Моринагу
Међутим, престанак уцењивања Гликоа је само означио почетак уцењивања других јапанских компанија. Од компаније Марудаи Чудовиште је тражило 50 милиона јена, и исплата је заказана за 28. јун. Прерушени полицајац је преузео овај задатак, и новац је требало бацити из воза који је ишао за Кјото, на месту обележеном белом заставицом. Полицајац који се укрцао на воз је приметио сумњиво лице које га је посматрало, а чије су очи биле попут лисице, према његовим речима. Заставица се ни на једном делу пута није појавила, а сумњиви путник се искрцао из воза и прешао у други, који је ишао за Осаку. Полицајац који је чекао на тој станици је такође приметио сумњивог мушкарца, који је обојици успео да побегне.
Следеће писмо пристигло од Чудовишта је било намењено „мајкама нације". У њему се наводи да су слаткиши компаније Моринага затровани цијанидом и постављени на рафове насумичних јапанских продавница. До фебруара 1985. је пронађена 21 кутија затрованих слаткиша, а на свима је писало „Опрез - садржи отров"
Док је истрага била у току, 14.11, компанија Хаус Фуд је такође била уцењена и пристала је да исплати 100 милиона јена. Овај пут је откуп требало исплатити на једној од станица на Меишин путу, у префектури Шига. Поново је примећен Човек са лисичијим очима, који је поново успео да умакне. Пронађен је његов ауто на Кусацу станици, који је био украден, и у њему радио-скенер, којим се сумња да је полиција прислушкивана.

### Човек са лисичијим очима
Фрустрирана полиција у јануару 1985. године објављује скицу главног осумњиченог, и врло брзо повезује цртеж са Мијазаки Манабуом, сином јакузе, узбуњивачем који је у периоду између 1975. и 1976. скретао пажњу на Гликову немарност приликом одлагања отпада. Након разговора са њим је установљено да има алиби, и пуштен је.

Дана 7. 8. 1985. шеф полиције Јамамото из префектуре Шига је извршио самоубиство самоспаљивањем. Овом приликом, 12.8.1985. стиже последње писмо:
„Полицајац Јамамото из префектуре Шига је умро. Баш блесаво од њега! Не кријемо се у Шиги. Требало је да умру Јошино или Шиката. Шта су они радили годину и пет месеци? Не дозволите зликовцима попут нас да побегну. Много будала жели да нас имитира. Губитник Јамамото је умро као човек, па смо одлучили да искажемо саучешће. Решили смо да престанемо да малтретирамо прехрамбене компаније. Ако неко то понови, знајте да нисмо ми. Забавно је водити зликовачки живот.
Чудовиште са 21 лицем"

### Садашње стање случаја
Иако је 1,3 милиона полицајаца радило на случају, 125 хиљада људи било приведено и 28300 дојава послато, нико никада није био ухапшен. Случај Езакијеве отмице је истекао у марту 1994, а случајеви тровања 2000. године. Сумња је сваљивана на бројне починиоце: јакузе, екстремне политичке организације, Северну Кореју. 545 сличних операција је уследило, а 322 случаја су решена.
Године 1995, је Манабу Мијазаки издао књигу „Мој живот у јапанском подземљу"